# 斜里町立知床ウトロ学校
斜里町立知床ウトロ学校（しゃりちょうりつ しれとこウトロがっこう）は、北海道斜里郡斜里町にある公立の小中併設の義務教育学校。

## 概要
- 斜里町ウトロ地区には、小中学校併設の学校があったが、2016年（平成28年）に、小中一貫の義務教育学校として開校した学校である。
- 在籍者数は78名（前期課程(小学校)60名、後期課程(中学校)18名・2020年(令和2年)4月15日時点）。

## 沿革
- 1916年（大正5年）10月 - 斜里村長に校舎建設出願。
- 1917年（大正6年）
  - 4月4日 - 漁舎を借受け授業開始。
  - 11月10日 - 公立朱円尋常小学校所属遠音別特別教授場認可。
- 1918年（大正7年）5月 - 東朱円尋常小学校所属遠音別特別教授場となる。
- 1924年（大正13年）8月30日 - 遠音別小学校と改称し、新校舎完成。
- 1926年（大正15年）2月8日 - 岩宇別特別教授場を併置。
- 1941年（昭和16年）4月4日 - 国民学校令により、北海道斜里郡遠音別国民学校と改称。
- 1947年（昭和22年）4月1日 - 学制改革により、北海道斜里郡斜里町立遠音別小学校と改称。同日、斜里中学校所属遠音別中学校となる。
- 1950年（昭和25年）12月1日 - 宇登呂小学校と改称。同日、斜里中学校所属音別中学校が、本校から分離し、宇登呂中学校として独立。小中学校併置となる。
- 1951年（昭和26年）4月1日 - 宇登呂中学校所属岩宇別分校開設。
- 1974年（昭和49年）12月7日 - 宇登呂小中学校新校舎完成。
- 2000年（平成12年）10月 - 小中併置校校舎建設議会承認。
- 2001年（平成13年）6月 - 新校舎建設着工。
- 2002年（平成14年）
  - 3月 - 現校舎完成。
  - 4月 - ウトロ小中学校と改称。
- 2016年（平成28年）4月 - 義務教育学校・斜里町立知床ウトロ学校と改称。
- 2017年（平成29年）12月9日 - ウトロ小中学校100周年記念式典挙行。

## アクセス
- 斜里バスウトロ線（知床線）「ウトロ西」バス停下車後、徒歩約1.3km・約19分。
  - 直線距離では、「道の駅シリエトク」バス停や「ウトロ保育所」バス停が直線距離では近いが、道路の関係で遠回りとなる。
- 知床町役場ウトロ支所から、車で約2.1km・約4分。
- JR釧網本線知床斜里駅から、車で約37.7km・約1時間。

## 周辺
- ペレケ川
- 斜里町立ウトロへき地保育所 - 進級前保育所のひとつ